# 바프스루드니르

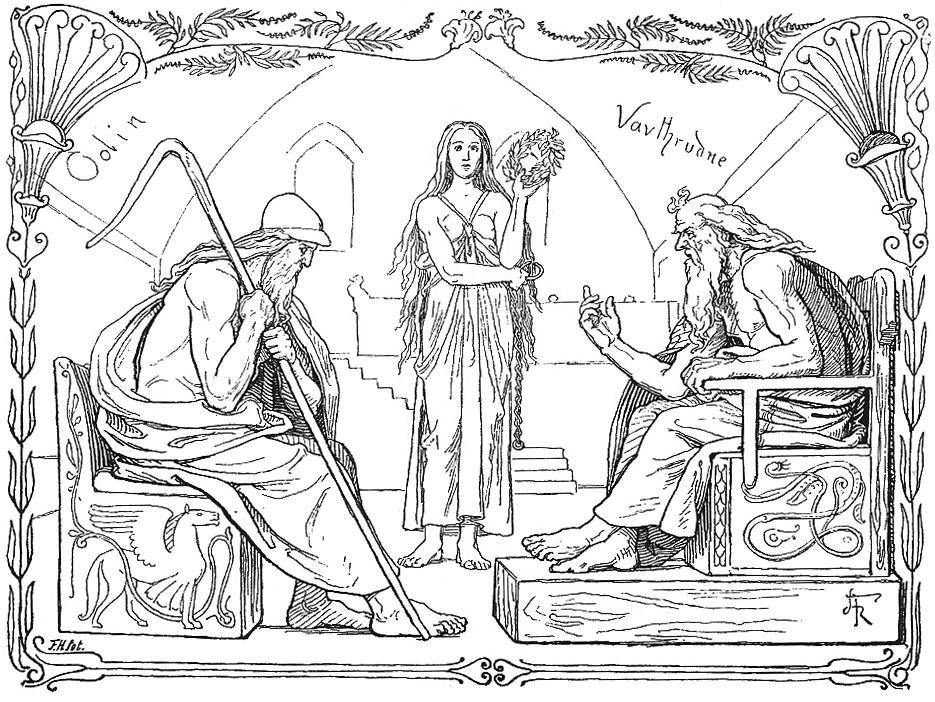
오딘(왼쪽)과 바프스루드니르(오른쪽)

바프스루드니르(고대 노르드어: Vafþrúðnir→강력한 방직공)는 북유럽 신화에 등장하는 지혜로운 요툰이다. 그의 이름은 "짜다, 엮다"는 뜻의 Vaf와 "강력한, 힘센"을 의미하는 thrudnir에서 왔다. 일부에서는 그의 이름을 "수수께끼 속의 강함"이라고 해석하기도 한다. 《고 에다》 중 〈바프스루드니르가 말하기를〉에서 바프스루드니르는 변장한 오딘과 지혜 대결을 벌여서 패배한다.